# Gymnastes (Paragymnastes) bistriatipennis
Gymnastes (Paragymnastes) bistriatipennis is een tweevleugelige uit de familie steltmuggen (Limoniidae). De soort komt voor in het Oriëntaals gebied.